# Folles

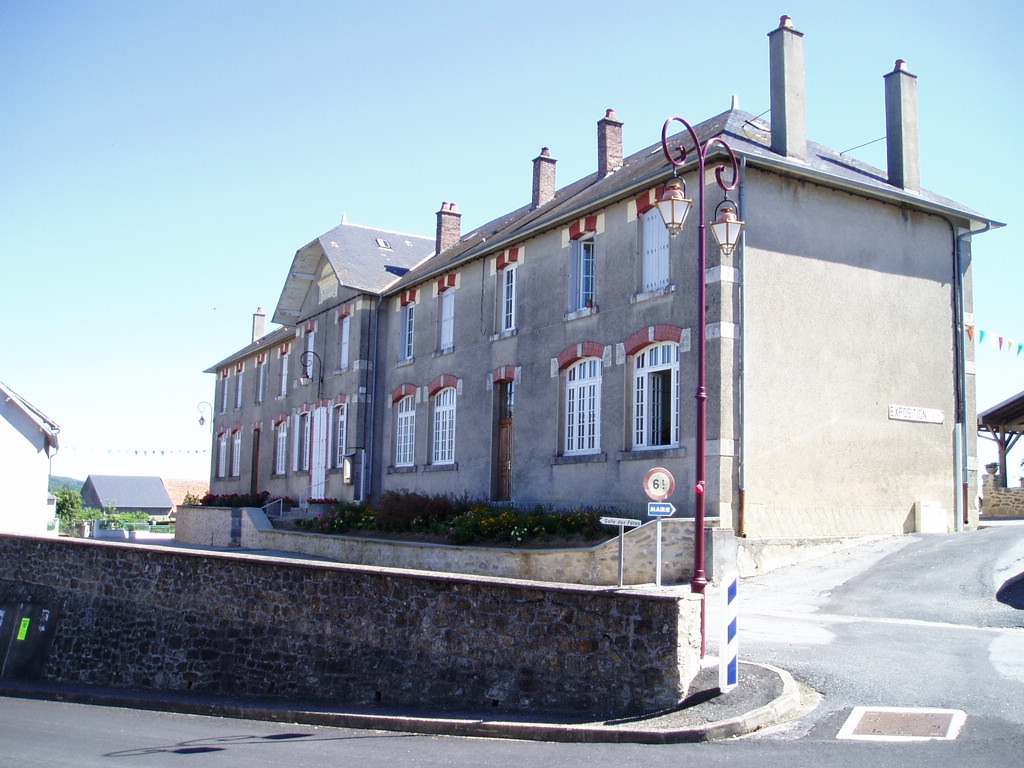
Merostwo (2006)

Folles – miejscowość i gmina we Francji, w regionie Nowa Akwitania, w departamencie Haute-Vienne.
Według danych na rok 1990 gminę zamieszkiwały 593 osoby, a gęstość zaludnienia wynosiła 19 osób/km² (wśród 747 gmin Limousin Folles plasuje się na 218. miejscu pod względem liczby ludności, natomiast pod względem powierzchni na miejscu 155.).

## Populacja

Populacja Folles w latach 1962–2008